# Traveller's Tales
Traveller's Tales is een Britse computerspelontwikkelaar, opgericht in 1989. Sinds 2007 is het bedrijf een onderdeel van de Warner Bros.-gamedivisie, Warner Bros. Interactive Entertainment.

## Geschiedenis
Traveller's Tales werd in 1989 opgericht in het Engelse Knutsford, Cheshire. Het bedrijf maakte in zijn beginjaren vooral computerspellen voor het Engelse Psygnosis. In de latere jaren kreeg Traveller's Tales ook opdrachten van Disney Interactive Studios en Sega. 
In 2007 werd de Engelse softwareontwikkelaar overgenomen door het Amerikaanse Warner Bros.. Sindsdien is het een dochteronderneming van Warner's computerspelafdeling, Warner Bros. Interactive Entertainment.
Traveller's Tales is bij het grote internationale publiek het bekendst van de LEGO-spellen (zoals LEGO Star Wars: The Complete Saga), die het bedrijf sinds 2005 produceert.

## Games
| Naam                                                           | Jaar | Uitgever                                                                  |
| -------------------------------------------------------------- | ---- | ------------------------------------------------------------------------- |
| Leander                                                        | 1991 | Psygnosis                                                                 |
| Bram Stoker's Dracula                                          | 1993 | Psygnosis, Sony Imagesoft                                                 |
| Puggsy                                                         | 1993 | Psygnosis                                                                 |
| Mickey Mania                                                   | 1994 | Psygnosis, Sony Imagesoft                                                 |
| Disney's Toy Story                                             | 1995 | Psygnosis, Disney Interactive, Pixar                                      |
| Sonic 3D                                                       | 1996 | Sega                                                                      |
| Sonic R                                                        | 1997 | Sega                                                                      |
| Rascal                                                         | 1998 | Psygnosis, Takara                                                         |
| A Bug's Life                                                   | 1998 | Disney Interactive, Pixar                                                 |
| Toy Story 2: Buzz Lightyear to the Rescue                      | 1999 | Activision, Disney Interactive                                            |
| Muppet RaceMania                                               | 2000 | Midway                                                                    |
| Buzz Lightyear of Star Command                                 | 2000 | Activision, Disney Interactive, Pixar                                     |
| Toy Story Racer                                                | 2001 | Activision                                                                |
| The Weakest Link                                               | 2001 | Activision                                                                |
| Crash Bandicoot: The Wrath of Cortex                           | 2001 | Universal Interactive                                                     |
| Haven: Call of the King                                        | 2002 | Midway Games                                                              |
| Finding Nemo                                                   | 2003 | THQ                                                                       |
| Crash Twinsanity                                               | 2004 | Universal Interactive, Vivendi Universal Games, Sierra Entertainment      |
| LEGO Star Wars: The Video Game                                 | 2005 | LucasArts                                                                 |
| WRC                                                            | 2005 | SCEI                                                                      |
| The Chronicles of Narnia: The Lion, the Witch and the Wardrobe | 2005 | Buena Vista Games                                                         |
| F1 Grand Prix                                                  | 2005 | SCEI                                                                      |
| Super Monkey Ball Adventure                                    | 2006 | Sega                                                                      |
| LEGO Star Wars II: The Original Trilogy                        | 2006 | LucasArts                                                                 |
| Bionicle Heroes                                                | 2006 | Eidos Interactive                                                         |
| Transformers: The Game                                         | 2007 | Activision                                                                |
| LEGO Star Wars: The Complete Saga                              | 2007 | LucasArts                                                                 |
| LEGO Indiana Jones: The Original Adventures                    | 2008 | LucasArts                                                                 |
| LEGO Batman: The Videogame                                     | 2008 | Warner Bros., DC Comics                                                   |
| The Chronicles of Narnia: Prince Caspian                       | 2008 | Disney Interactive Studios                                                |
| Guinness World Records: The Video Game                         | 2008 | Warner Bros.                                                              |
| LEGO Battles                                                   | 2009 | Warner Bros.                                                              |
| LEGO Indiana Jones 2: The Adventure Continues                  | 2009 | LucasArts                                                                 |
| LEGO Rock Band                                                 | 2009 | Warner Bros., Electronic Arts                                             |
| LEGO Harry Potter: Jaren 1-4                                   | 2010 | Warner Bros.                                                              |
| LEGO Star Wars III The Clone Wars                              | 2011 | LucasArts                                                                 |
| LEGO Pirates of the Caribbean: The Video Game                  | 2011 | Disney Interactive Studios                                                |
| LEGO Battles: Ninjago                                          | 2011 | Warner Bros.                                                              |
| LEGO Harry Potter: Jaren 5-7                                   | 2011 | Warner Bros.                                                              |
| LEGO Batman 2: DC Super Heroes                                 | 2012 | Warner Bros., DC Comics                                                   |
| LEGO The Lord of the Rings                                     | 2012 | Warner Bros.                                                              |
| LEGO City Undercover                                           | 2013 | Nintendo                                                                  |
| LEGO City Undercover: The Chase Begins                         | 2013 | Nintendo                                                                  |
| LEGO Legends of Chima: Laval's Journey                         | 2013 | Warner Bros.                                                              |
| LEGO Marvel Super Heroes                                       | 2013 | Warner Bros., Marvel Entertainment                                        |
| LEGO Friends                                                   | 2013 | Warner Bros.                                                              |
| The Lego Movie Videogame                                       | 2014 | Warner Bros.                                                              |
| LEGO The Hobbit                                                | 2014 | Warner Bros., MGM Interactive                                             |
| LEGO Ninjago Nindroids                                         | 2014 | Warner Bros.                                                              |
| LEGO Batman 3: Beyond Gotham                                   | 2014 | Warner Bros.                                                              |
| LEGO Ninjago: Shadow of Ronin                                  | 2015 | Warner Bros.                                                              |
| LEGO Jurassic World                                            | 2015 | Warner Bros., Universal Studios, Amblin Entertainment, Legendary Pictures |
| LEGO Dimensions                                                | 2015 | Warner Bros.                                                              |
| LEGO Star Wars: The Force Awakens                              | 2016 | Warner Bros., onder licentie van Lucasfilm                                |